# Голешов (Львовская область)
Голешов (укр. Голешів) — село в Ходоровской городской общине Стрыйского района Львовской области Украины.
Население по переписи 2001 года составляло 396 человек. Занимает площадь 0,98 км². Почтовый индекс — 81772. Телефонный код — 3239.